# Eri con me
Eri con me è il 20° album in studio di Alice, pubblicato nel 2022 e realizzato con I Solisti Filarmonici Italiani. L'album debutta alla posizione 11 della classifica cd e streaming, nonostante non fosse presente in streaming le prime settimane e alla posizione 5 della classifica vinili. 

## Descrizione
Contiene brani di Franco Battiato.

## Tracce
1. Da Oriente a Occidente (Battiato)
2. Eri con me (Sgalambro-Battiato)
3. Lode all’inviolato (Battiato)
4. Io chi sono? (Sgalambro-Battiato)
5. E ti vengo a cercare (Battiato)
6. La cura (Sgalambro-Battiato)
7. Povera patria (Battiato)
8. L’addio (Battiato-Avalli-Di Martino)
9. Il re del mondo (Battiato-Pio)
10. L’animale (Battiato)
11. La stagione dell’amore (Battiato)
12. Chanson egocentrique (Messina-Tramonti-Battiato)
13. I treni di Tozeur (Cosentino-Battiato-Pio)
14. Prospettiva Nevski (Battiato-Pio)
15. Sui giardini della preesistenza (Battiato)
16. Torneremo ancora (Camisasca-Battiato)

## Formazione
- Alice – voce
- I Solisti Filarmonici Italiani